# Yes or No 2
Série
Yes or No
(2010)
Pour plus de détails, voir Fiche technique et Distribution.
Rak Mai Rak Ya Kak Loei  (thaï : อยากรัก ก็รักเลย, romanized: Yak Rak Ko Rak Loei; littéralement « Aimons comme nous voulons »), ou Yes or No 2 pour le titre international, est un film thaïlandais réalisé par Saratswadee Wongsomphet, sorti en 2012. Yes or No 2 est la suite de Yes or No sorti en 2010.

## Synopsis
Trois ans plus tard, l'histoire d'amour entre Pie et Kim est moins idyllique. Pour continuer leurs études, elles se séparent quelques mois pour effectuer un stage : Kim à la montagne dans l'exploitation agricole d'un ami de son père, Pie à la mer avec son ami Poei. 

De nouvelles rencontres dont celles de Jam et Maesa rendent leur relation plus compliquée et des tensions apparaissent...

## Fiche technique
- Titre original : Rak Mai Rak Ya Kak Loei
- Titre international : Yes or No 2
- Réalisation : Saratswadee Wongsomphet
- Direction artistique : Saphon Spoonsawat
- Costumes : Ekasith Meeprasertsakul
- Photographie : Ruengwit Ramsoot
- Musique : Coo Colour
- Montage : Magenta Team
- Production : Bhandit Thongdee, Watthana Veerayawatthana
- Production déléguée : Chatchada Musikaratuay
- Langue d'origine : thaï
- Pays d'origine : Thaïlande
- Format : Couleurs
- Genre : Comédie, romance saphique
- Durée : 108 minutes (1 h 48)
- Date de sortie : Thaïlande 16 août 2012

## Distribution
- Sushar Manaying : Pie
- Supanart Jittaleela : Kim
- Nisa Boonsantear : Vongkoa
- Apittha Khlaiudom : Jam
- Apapattra Meesang : Meena
- Puttipong Pormsaka Na-Sakonnakorn : le père de Kim
- Maneerat Wongkasemsak : la mère de Pie
- Narumon Reanaiprai : Nerd
- Premprida Sakulsripong : Maesa
- Thanapat Sornkoon : Peoi
- Inthira Yeunyong : tante In